# Mechanizm młoteczkowy

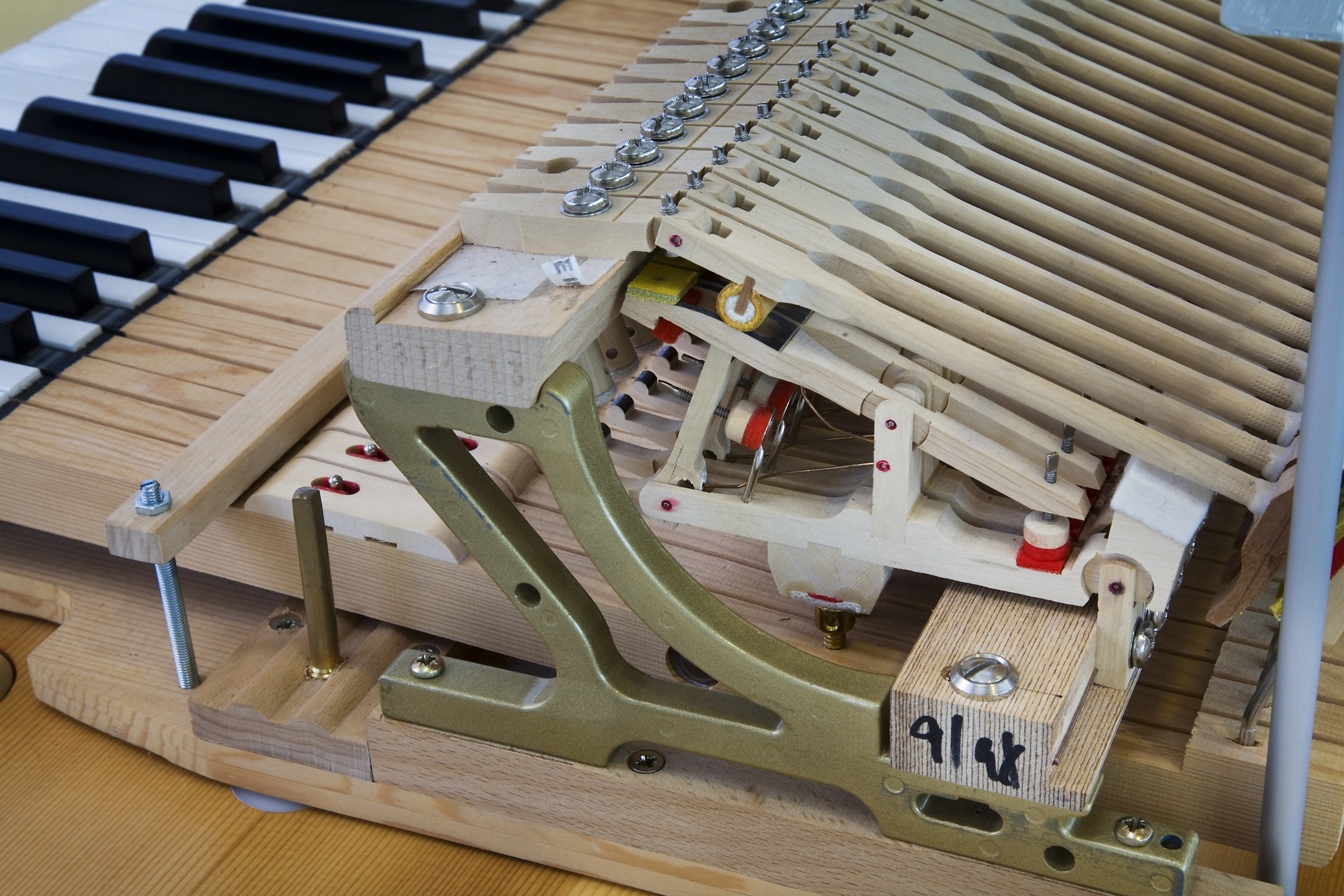
Mechanizm młoteczkowy nazywany angielskim

Mechanizm młoteczkowy, mechanizm fortepianu – urządzenie mechaniczne w fortepianie, którego funkcją jest przekształcanie ruchu klawisza na dźwięk struny. Na każdy klawisz klawiatury przypada jeden zespół jedno- i dwuramiennych dźwigni, sprężyn, śrub regulacyjnych oraz filcowych amortyzatorów i tłumików, które połączone są w sposób umożliwiający uderzenie struny młoteczkiem i jego powrót do pozycji pozwalającej wykonać szybką repetycję (powtórzenia dźwięku) pomimo wciśniętego klawisza (tzw. wymyk). W pozycji spoczynkowej mechanizm zapewnia tłumienie struny; po uderzeniu młoteczka tłumienie jest anulowane do momentu zwolnienia klawisza (powrotu do pozycji spoczynkowej).

## Historia

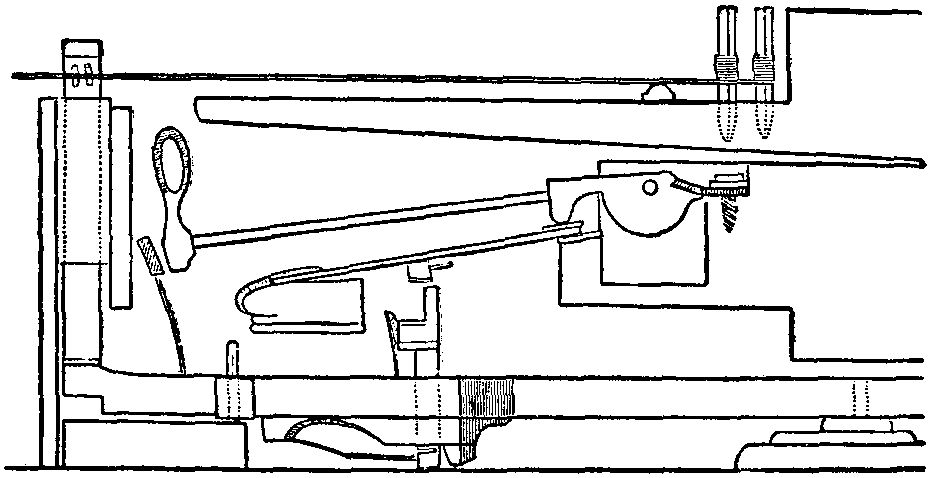
Mechanizm Cristoforiego, 1720

Zwiastunem wynalazku mechanizmu młoteczkowego fortepianu było urządzenie młoteczkowe zastosowane ok. 1705 przez saksońskiego muzyka Pantaleona Hebenstreita w konstrukcji cymbałów. O jeden wiek starszy jest datowany na 1610 instrument klawiszowy z młoteczkami, nieustalonego autorstwa, który został przedstawiony na EXPO w Paryżu, w 1900.
Pierwszy mechanizm młoteczkowy zaprojektował i skonstruował w 1698 włoski budowniczy klawesynów Bartolomeo Cristofori dla swojego instrumentu nazwanego w 1711 gravicembalo col piano e forte. W 1716 podobne urządzenie, ale z główką młoteczka zwróconą ku dołowi, wynalazł francuski inżynier Jean Marius. Zaprezentował je Francuskiej Akademii Nauk w 1718. Niezależnie od nich, podobny wynalazek opracował Christoph Gottlieb Schröter.

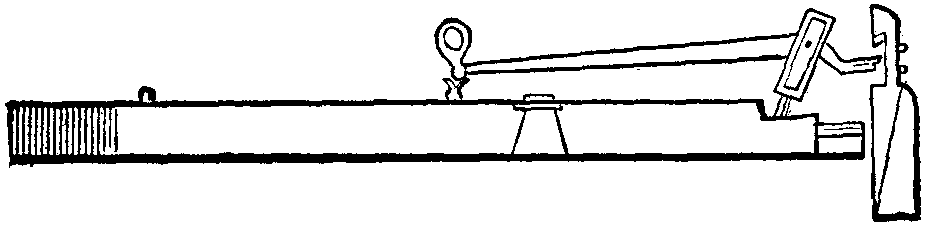
Mechanizm Steina, 1780

Rozmaite rozwiązania opracowywane przez kolejnych wynalazców różniły się głównie sposobem zamocowania młoteczka – w jednych był on połączony z klawiszem (mechanika wiedeńska, naciskowa, Mariusa), w innych zawieszony był niezależnie (mechanika angielska, uderzeniowa, Cristoforiego).
Jednym z problemów konstrukcyjnych było umożliwienie szybkiej repetycji (powtarzania dźwięku) – zwinnego powrotu młoteczka (który dotykając struny, tłumi ją) do pozycji spoczynkowej. Część mechanizmu młoteczkowego realizująca to zadanie nazywa się wymykiem i opracowana została w XVIII wieku, jako tzw. wymyk pojedynczy.

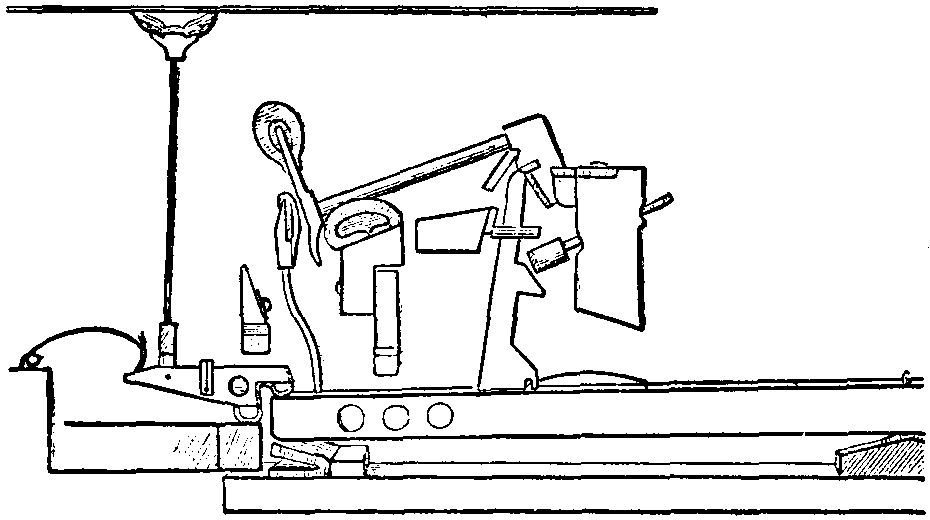
Mechanizm Broadwooda, 1884

Około 1780, niemiecki budowniczy instrumentów klawiszowych Johann Andreas Stein opracował udoskonalone rozwiązanie wymyku Mariusa, opierające się na mechanice młoteczka połączonego z klawiszem. Mechanizm ten nazwany był niemieckim, a później – wiedeńskim. Udoskonalanie systemu kontynuowali zięć Steina – Johann Andreas Streicher, oraz Gottfried Silbermann, którego pierwsze egzemplarze instrumentów spotkały się krytyką J.S. Bacha, ale kolejne cieszyły się powszechnym uznaniem. 

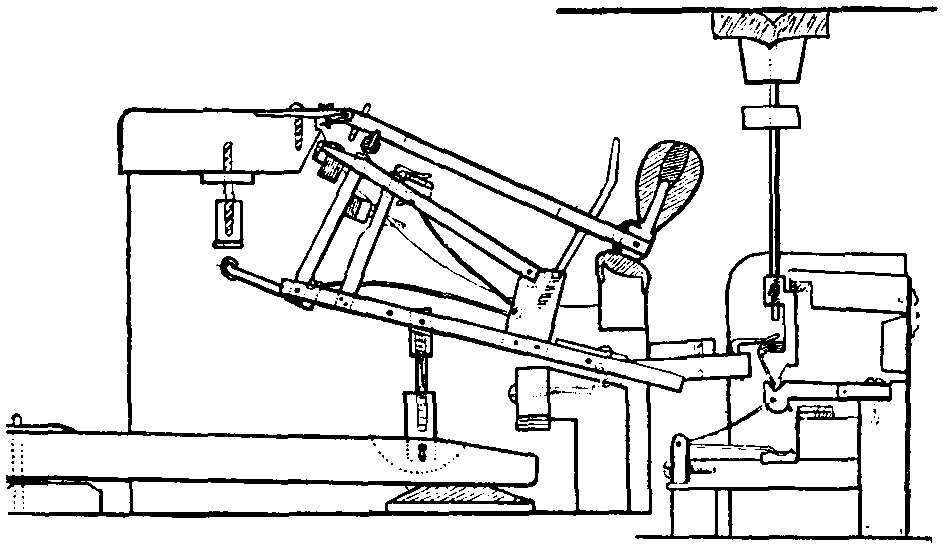
Mechanizm Érarda, 1884

W tym samym czasie mechanizm Cristoforiego rozwinął Holender Americus Baker, a jego pracę podjął i wymyk mechaniki uderzeniowej (angielskiej) udoskonalił szkocki budowniczy John Broadwood (zięć szwajcarskiego budowniczego fortepianów Burkata Shudiego). System angielski zaczął wtedy wypierać mechanikę wiedeńską, która nie zapewniała podobnej szybkości repetycji i siły brzmienia.
Uczeń Silbermanna Johann Zumpe skonstruował pierwowzór wymyku podwójnego – dodatkowej dźwigienki (skocznika) zatrzymującej młoteczek po uderzeniu w pobliżu struny. W 1821 roku wymyk podwójny opatentował francuski budowniczy instrumentów muzycznych Sébastien Érard. Jego urządzenie uzupełnione zostało dźwignią i sprężyną, które nie pozwalają młoteczkowi gwałtownie opaść, a przytrzymują go między pozycją spoczynkową a maksymalnym wychyleniem do momentu całkowitego zwolnienia klawisza, umożliwiając wykonanie szybkiej repetycji niezwolnionym klawiszem. Ten mechanizm, nazywany angielskim, wykorzystywany jest w budownictwie fortepianowym współcześnie.
Kolejne udoskonalenia mechanizmu młoteczkowego wprowadzane były przez duże firmy produkujące fortepiany i pianina, m.in. Steinway & Sons w Nowym Jorku, Blüthner w Lipsku, C. Bechstein w Berlinie, Bösendorfer w Wiedniu oraz Pleyel w Paryżu.

## Budowa i zasada działania

### Mechanizm angielski
| Mechanizm angielski współczesnego fortepianu |  | |
| chwytnik/uchwytnik (15) śrubka repetycyjna (14) dźwignia repetycyjna (13) bródka młoteczka (12) główka młoteczka (11) sprężyna (10) klawisz kontrklawiatury (16) łyżeczka tłumika (17) pręt tłumika (18) tłumik (19) |  | (1) struna (9) bijnik/przekaźnik (8) śruba regulacyjna/wyślizgowa (7) zaczep bijnika (6) dźwignia pozioma (5) amortyzator, ogranicznik (4) pilot/łącznik/przekaźnik (3) klawisz/dźwignia klawiszowa (2) listwa osiowa |

Współcześnie, w budownictwie fortepianów stosuje się mechanizm angielski, który wywodzi się z patentu Francuza Sébastiena Érarda. Firmy zajmujące się budową fortepianów produkują rozmaite, różniące się szczegółami konstrukcyjnymi warianty. Schemat na ilustracji przedstawia mechanizm angielski firmy Louis Renner GmbH wykorzystywany w fortepianach firmy Steinway & Sons.
Klawisz (3) jest dźwignią dwuramienną, której oś obrotu znajduje się w punkcie podparcia na listwie osiowej (2). W położeniu neutralnym robocza część dźwigni klawisza (3) spoczywa na amortyzatorze (5). Naciśnięcie klawisza (3) powoduje, że przytwierdzony do niego łącznik (4) podrzuca dźwignię poziomą (6), a ta z kolei podrzuca bijnik (9). Pozycja bijnika pod bródką regulowana jest przez sprężynę (10). Bijnik uderza w bródkę młoteczka (12), który wypchnięty, uderza główką (11) w strunę (1). Podczas ruchu w górę, bijnik wyślizguje się spod bródki, a jego zaczep (7) zatrzymuje się na śrubie regulacyjnej, (8) wstrzymując dalszy ruch dźwigni poziomej (6) tuż przed uderzeniem główki młoteczka w strunę. Po uderzeniu młoteczek gwałtownie opada na chwytnik (15), a bródka (12) opiera się na znajdującej się w górnym skrajnym położeniu dźwigni repetycyjnej (13), której maksymalne wychylenie ograniczane jest śrubką repetycyjną (14). W tej pozycji mechanizm jest gotowy do wykonania repetycji, ponieważ minimalne zwolnienie klawisza (3) spowoduje powrót bijnika (9) pod bródkę (12) i możliwość wykonania kolejnego uderzenia. Jednocześnie z ruchem dźwigni mechanizmu młoteczkowego pracuje mechanizm tłumikowy – dźwignia klawiszowa (3) uderza łyżeczkę tłumika (17), która przytwierdzona jest do klawisza kontrklawiatury (16), i za pośrednictwem prętu tłumika (19) podrzuca tłumik (19).

### Mechanizm wiedeński
| Mechanizm wiedeński |  | |
| drut łączący (11) prowadnica tłumika (12) pasek pergaminowy (13) wspólna listwa tłumika (14) sprężynowy drut wyślizgu (15) wyślizg (16) zaczep młoteczka (17) widełki (18) uchylacz tłumika (19) zagięty drut przekazujący (20) ramię młoteczka (21) |  | (10) klocek tłumika (9) wypełnienie ołowiane (8) wspólna listwa tłumika (7) struna (6) agrafa (5) kołek stroikowy (4) strojnica (3) główka młoteczka (2) chwytnik (1) klawisz |

Mechanizm wiedeński, pod koniec XVIII wieku nazywany jeszcze niemieckim, jest współcześnie spotykany prawie wyłącznie w fortepianach historycznych. Z chwilą wynalezienia i opatentowania podwójnego wymyku w mechanizmie angielskim, przestał być konkurencyjny ponieważ ustępuje mu pod względem siły brzmienia, szybkości repetycji i konstrukcji.
Konstrukcja jest dwudźwigniowa: składa się z dwuramiennej dźwigni klawiszowej (1) oraz dwuramiennej dźwigni młoteczkowej – ramienia młoteczka (21). W pozycji spoczynkowej, krótsze ramię dźwigni młoteczkowej (21) – tzw. zaczep młoteczka (17), opiera się na wyślizgu (15) napinanym sprężyną (6); oś dźwigni młoteczkowej osadzona jest w ramionach widełek (18), których nóżka zamocowana jest trwale w dźwigni klawiszowej. Naciśnięcie klawisza powoduje wypchnięcie ramienia młoteczka (21) i uderzenie główką młoteczka (3) w strunę (7). Tuż przed uderzeniem, kolanko na dźwigni młoteczkowej (w które zazwyczaj wkręcona jest, niepokazana na rysunku, śruba regulująca) odpycha wyślizg (15), dźwignia zostaje pozbawiona podparcia i główka młoteczka (3) opada na chwytnik (2). Po zwolnieniu klawisza, zaczep młoteczka (17) powraca na swoje miejsce.